# ارسلان شهنی
ارسلان شهنی یا ارسلان جعفری شهنی (زاده ۱۳۵۵ مسجدسلیمان) مدیر ایرانی است، که از تاریخ ۵ دی ۱۳۹۶ تا ۲۸ دی ۱۳۹۶ (۲۳ روز) به‌عنوان فرماندار ویژه دزفول فعالیت نمود. همچنین وی اخیراً به عنوان سرپرست اداره کل هماهنگی امور اقتصادی استانداری خوزستان منصوب شد.
وی در سال ۱۳۹۲ مدیر سازمان زیباسازی شهرداری اهواز بود.
شهنی پس از آن بعنوان شهردار منطقه ۷ اهواز منصوب می‌شود وی پیش از این مدیر روابط عمومی و امور بین‌الملل شهرداری اهواز و مدیر عامل سازمان زیباسازی شهرداری اهواز بوده‌است.
وی همچنین مدیر مسئول کانون تبلیغاتی صباگرافیگ می‌باشد.
در اواخر مردادماه ۱۳۹۶ وی بعنوان دبیر اول حزب کارگزاران سازندگی در استان خوزستان انتخاب می‌شود.
در تاریخ ۵ دی ماه ۱۳۹۶ در غیاب فرماندار وقت دزفول شهنی بعنوان فرماندار ویژه دزفول معارفه می‌شود. ارسلان شهنی در جایگاه شهردار منطقه هفت کلانشهر اهواز، بعنوان مدیر نمونه شهری در بخش درآمد انتخاب شد.

## حواشی تقلب امتحانی
در حالیکه دانشجوی دکتری مدیریت در دانشگاه آزاد شوشتر بود، به تقلب در مقطع کارشناسی رشته عمران متهم شد. شهنی پس از استعفا، در دادگاه بدوی و تجدید نظر مورد تبرئه قرار گرفت و کمیته انضباطی دانشگاه آزاد نیز صورتجلسه منتشر شده را باطل و غیرقابل استناد دانست و او را از اتهام تقلب تبرئه کرد.پس از اثبات بی گناهی و تبرئه، ارسلان شهنی بعنوان مشاور استاندار در حوزه توسعه شهری منصوب شد.
دو قطبی اجتماعی بر سر انتصاب شهنی به علت اختلافات قومی و سیاسی شدید مابین دزفولی‌ها و لرهای بختیاری دزفول رخ داد. این اختلافات در سال بعد به درگیری میان لرهای اندیمشک و دزفولی‌ها بر سر نصب یک تابلو منجر به کشته شدن سه نفر و مجروح گردیدن بیش از چهل نفر شد.